# 龙超云
龙超云（1952年8月—），女，侗族，贵州锦屏人。曾任中共贵州省委常委、统战部部长。中央党校研究生学历。

## 生平[1]
1968年11月参加工作。1985年7月加入中国共产党。历任贵州省民委工作员、文教处副处长、办公室主任，共青团贵州省委副书记、书记，中共遵义地委副书记、市委副书记等职。
1998年1月至2003年1月，任贵州省副省长。2002年4月当选为第九届中共贵州省委常委，次年1月当选贵州省总工会主席。2004年8月兼任贵州大学党委书记，2007年5月兼任省委统战部部长。2012年1月，任贵州省人大常委会副主任。2016年1月，卸任贵州省人大常委会副主任职务。
2013年3月，当选第十二届全国人大常委会委员。曾被选为第十届、十一届全国政协委员。